# Convocazioni per il campionato mondiale maschile under 20 di calcio 2015
Elenco dei giocatori convocati da ciascuna Nazionale partecipante ai Mondiali di calcio Under-20 2015.

## Gruppo A

### Nuova Zelandaunder 20
Commissario tecnico:  Darren Bazeley
| N. | Pos. | Giocatore                 | Data nascita (età)         | Pres. | Reti | Squadra             |
| -- | ---- | ------------------------- | -------------------------- | ----- | ---- | ------------------- |
| 1  | P    | Oliver Sail               | 13 gennaio 1996 (19 anni)  |       |      | Wellington Phoenix  |
| 2  | D    | Jesse Edge                | 26 febbraio 1995 (20 anni) |       |      | Vicenza             |
| 3  | D    | Deklan Wynne              | 20 marzo 1995 (20 anni)    |       |      | Wanderers SC        |
| 4  | D    | Sam Brotherton            | 2 ottobre 1996 (18 anni)   |       |      | Wanderers SC        |
| 5  | D    | Adam Mitchell             | 1º giugno 1996 (18 anni)   |       |      | Wanderers SC        |
| 6  | D    | Bill Tuiloma              | 27 marzo 1995 (20 anni)    |       |      | Olympique Marsiglia |
| 7  | C    | Joel Stevens              | 7 febbraio 1995 (20 anni)  |       |      | Wellington Phoenix  |
| 8  | C    | Moses Dyer                | 21 marzo 1997 (18 anni)    |       |      | Wanderers SC        |
| 9  | C    | Alex Rufer                | 12 giugno 1996 (18 anni)   |       |      | Wellington Phoenix  |
| 10 | C    | Clayton Lewis             | 12 febbraio 1997 (18 anni) |       |      | Wanderers SC        |
| 11 | C    | Matthew Ridenton          | 11 marzo 1996 (19 anni)    |       |      | Wellington Phoenix  |
| 12 | P    | Nikola Tzanev             | 23 dicembre 1996 (18 anni) |       |      | Brentford           |
| 13 | D    | Brock Messenger           | 8 settembre 1995 (19 anni) |       |      | Wanderers SC        |
| 14 | D    | Cory Brown                | 3 aprile 1996 (19 anni)    |       |      | Xavier University   |
| 15 | C    | Monty Patterson           | 9 dicembre 1996 (18 anni)  |       |      | Ipswich Town        |
| 16 | C    | Te Atawhai Hudson-Wihongi | 27 marzo 1995 (20 anni)    |       |      | Wanderers SC        |
| 17 | C    | Andrew Blake              | 14 marzo 1996 (19 anni)    |       |      | Wellington Phoenix  |
| 18 | C    | Andre de Jong             | 2 novembre 1996 (18 anni)  |       |      | East Coast Bays     |
| 19 | A    | Stuart Holthusen          | 1º gennaio 1996 (19 anni)  |       |      | Università di Akron |
| 20 | A    | Noah Billingsley          | 6 agosto 1997 (17 anni)    |       |      | Wanderers SC        |
| 21 | P    | Damian Hirst              | 14 gennaio 1995 (20 anni)  |       |      | Wanderers SC        |

### Ucrainaunder 20
Commissario tecnico:  Oleksandr Petrakov
| N. | Pos. | Giocatore             | Data nascita (età)          | Pres. | Reti | Squadra             |
| -- | ---- | --------------------- | --------------------------- | ----- | ---- | ------------------- |
| 1  | P    | Roman Pidkivka        | 9 maggio 1995 (20 anni)     |       |      | Karpaty             |
| 2  | D    | Taras Kačaraba        | 7 gennaio 1995 (20 anni)    |       |      | Hoverla             |
| 3  | D    | Artur Kuznecov        | 9 marzo 1995 (20 anni)      |       |      | Metalurh Zaporižžja |
| 4  | D    | Mykyta Burda          | 24 marzo 1995 (20 anni)     |       |      | Dinamo Kiev         |
| 5  | D    | Jurij Tkačuk          | 18 aprile 1995 (20 anni)    |       |      | Metalist            |
| 6  | C    | Vyacheslav Tankovskyi | 16 agosto 1995 (19 anni)    |       |      | Šachtar             |
| 7  | C    | Jevhen Čumak          | 25 agosto 1995 (19 anni)    |       |      | Dinamo Kiev         |
| 8  | D    | Pavlo Polehen'ko      | 6 gennaio 1995 (20 anni)    |       |      | Dinamo Kiev         |
| 9  | C    | Vladyslav Kabajev     | 1º settembre 1995 (19 anni) |       |      | Čornomorec'         |
| 10 | A    | Artem Bjesjedin       | 31 marzo 1996 (19 anni)     |       |      | Metalist            |
| 11 | A    | Roman Jaremčuk        | 27 novembre 1995 (19 anni)  |       |      | Dinamo Kiev         |
| 12 | P    | Bohdan Sarnavs'kyj    | 29 gennaio 1995 (20 anni)   |       |      | Šachtar             |
| 13 | C    | Artem Habelok         | 2 gennaio 1995 (20 anni)    |       |      | Šachtar             |
| 14 | C    | Valerij Lučkevyč      | 11 gennaio 1996 (19 anni)   |       |      | Dnipro              |
| 15 | A    | Mykyta Tatarkov       | 4 gennaio 1995 (20 anni)    |       |      | Metalurh Zaporižžja |
| 16 | P    | Jevhen Hrycenko       | 5 febbraio 1995 (20 anni)   |       |      | Šachtar             |
| 17 | C    | Viktor Kovalenko      | 14 febbraio 1996 (19 anni)  |       |      | Šachtar             |
| 18 | D    | Eduard Sobol'         | 20 aprile 1995 (20 anni)    |       |      | Metalurh Donec'k    |
| 19 | D    | Oleksij Kovtun        | 5 febbraio 1995 (20 anni)   |       |      | Metalist            |
| 20 | C    | Jevhenij Nemtinov     | 3 ottobre 1995 (19 anni)    |       |      | Illičivec'          |
| 21 | C    | Ihor Charatin         | 2 febbraio 1995 (20 anni)   |       |      | Dinamo Kiev         |

### Stati Unitiunder 20
Commissario tecnico:  Tab Ramos
| N. | Pos. | Giocatore              | Data nascita (età)          | Pres. | Reti | Squadra                         |
| -- | ---- | ---------------------- | --------------------------- | ----- | ---- | ------------------------------- |
| 1  | P    | Zack Steffen           | 2 aprile 1995 (20 anni)     |       |      | Friburgo                        |
| 2  | D    | Shaquell Moore         | 2 novembre 1996 (18 anni)   |       |      | Huracán Valencia                |
| 3  | D    | John Requejo           | 23 maggio 1996 (19 anni)    |       |      | Club Tijuana                    |
| 4  | D    | Cameron Carter-Vickers | 31 dicembre 1997 (17 anni)  |       |      | Tottenham                       |
| 5  | D    | Matt Miazga            | 19 luglio 1995 (19 anni)    |       |      | New York Red Bulls              |
| 6  | C    | Kellyn Perry-Acosta    | 24 luglio 1995 (19 anni)    |       |      | Dallas                          |
| 7  | A    | Paul Arriola           | 5 febbraio 1995 (20 anni)   |       |      | Club Tijuana                    |
| 8  | C    | Emerson Hyndman        | 9 aprile 1996 (19 anni)     |       |      | Fulham                          |
| 9  | A    | Rubio Rubin            | 1º marzo 1996 (19 anni)     |       |      | Utrecht                         |
| 10 | C    | Joel Soñora            | 15 settembre 1996 (18 anni) |       |      | Boca Juniors                    |
| 11 | A    | Bradford Jamieson IV   | 18 ottobre 1996 (18 anni)   |       |      | Los Angeles Galaxy              |
| 12 | P    | Thomas Olsen           | 14 febbraio 1995 (20 anni)  |       |      | Università statale di San Diego |
| 13 | A    | Thommy Thompson        | 15 agosto 1995 (19 anni)    |       |      | San Jose Earthquakes            |
| 14 | A    | Maki Tall              | 30 ottobre 1995 (19 anni)   |       |      | Red Star                        |
| 15 | C    | Marco Delgado          | 16 maggio 1995 (20 anni)    |       |      | Toronto                         |
| 16 | D    | Conor Donovan          | 8 gennaio 1996 (19 anni)    |       |      | Orlando City                    |
| 17 | D    | Desevio Payne          | 30 novembre 1995 (19 anni)  |       |      | Groningen                       |
| 18 | D    | Erik Palmer-Brown      | 24 aprile 1997 (18 anni)    |       |      | Sporting Kansas City            |
| 19 | C    | Gedion Zelalem         | 26 gennaio 1997 (18 anni)   |       |      | Arsenal                         |
| 20 | C    | Jordan Allen           | 25 aprile 1995 (20 anni)    |       |      | Real Salt Lake                  |
| 21 | P    | Jefferson Caldwell     | 20 febbraio 1996 (19 anni)  |       |      | Università della Virginia       |

### Birmaniaunder 20
Commissario tecnico:  Gerd Zeise
| N. | Pos. | Giocatore        | Data nascita (età)          | Pres. | Reti | Squadra            |
| -- | ---- | ---------------- | --------------------------- | ----- | ---- | ------------------ |
| 1  | P    | Myo Min Latt     | 20 febbraio 1995 (20 anni)  |       |      | Kanbawza           |
| 2  | D    | Aung Moe Htwe    | 5 febbraio 1995 (20 anni)   |       |      | Hantharwady Utd    |
| 3  | D    | Htike Htike Aung | 1º febbraio 1995 (20 anni)  |       |      | Ayeyawady Utd      |
| 4  | D    | Naing Lin Tun    | 16 giugno 1995 (19 anni)    |       |      | Magwe              |
| 5  | D    | Nanda Kyaw       | 3 settembre 1996 (18 anni)  |       |      | Magway             |
| 6  | C    | Kyaw Min Oo      | 16 giugno 1996 (18 anni)    |       |      | Ayeyawady United   |
| 7  | C    | Nyein Chan Aung  | 18 agosto 1996 (18 anni)    |       |      | Yangon United      |
| 8  | A    | Maung Maung Soe  | 6 agosto 1995 (19 anni)     |       |      | Magway             |
| 9  | A    | Aung Thu         | 22 maggio 1996 (19 anni)    |       |      | Yadanarbon         |
| 10 | A    | Than Paing       | 6 dicembre 1996 (18 anni)   |       |      | Yangon United      |
| 11 | A    | Maung Maung Lwin | 18 giugno 1995 (19 anni)    |       |      | Hantharwady United |
| 12 | D    | Hlaing Myo Aung  | 23 aprile 1996 (19 anni)    |       |      | Zwekapin Utd       |
| 13 | D    | Yan Lin Aung     | 17 agosto 1996 (18 anni)    |       |      | Yangon United      |
| 14 | D    | Nan Wai Min      | 1º gennaio 1995 (20 anni)   |       |      | Yangon United      |
| 15 | C    | Yan Naing Oo     | 31 marzo 1996 (19 anni)     |       |      | Zeyar Shwe Myay    |
| 16 | C    | Myo Ko Tun       | 12 marzo 1995 (20 anni)     |       |      | Yadanarbon         |
| 17 | D    | Thiha Htet Aung  | 13 marzo 1996 (19 anni)     |       |      | Yangon United      |
| 18 | P    | Pyae Sone Chit   | 28 ottobre 1995 (19 anni)   |       |      | Yadanarbon         |
| 19 | C    | Swan Htet Aung   | 18 settembre 1995 (19 anni) |       |      | Yangon United      |
| 20 | D    | Myo Zaw Oo       | 24 dicembre 1995 (19 anni)  |       |      | Hantharwady United |
| 21 | P    | Wai Lin Aung     | 20 maggio 1996 (19 anni)    |       |      | Yangon United      |

## Gruppo B

### Argentinaunder 20
Commissario tecnico:  Humberto Grondona
| N. | Pos. | Giocatore           | Data nascita (età)          | Pres. | Reti | Squadra                 |
| -- | ---- | ------------------- | --------------------------- | ----- | ---- | ----------------------- |
| 1  | P    | Augusto Batalla     | 30 aprile 1996 (19 anni)    |       |      | River Plate             |
| 2  | D    | Emanuel Mammana     | 10 febbraio 1996 (19 anni)  |       |      | River Plate             |
| 3  | D    | Lucas Suárez        | 17 marzo 1995 (20 anni)     |       |      | Quilmes                 |
| 4  | C    | Nicolás Tripichio   | 5 gennaio 1996 (19 anni)    |       |      | Vélez Sarsfield         |
| 5  | C    | Adrián Cubas        | 22 maggio 1996 (19 anni)    |       |      | Boca Juniors            |
| 6  | D    | Tiago Casasola      | 11 agosto 1995 (19 anni)    |       |      | Fulham                  |
| 7  | A    | Cristian Espinoza   | 3 aprile 1995 (20 anni)     |       |      | Huracán                 |
| 8  | C    | Leonardo Rolón      | 19 gennaio 1995 (20 anni)   |       |      | Vélez Sarsfield         |
| 9  | A    | Giovanni Simeone    | 5 luglio 1995 (19 anni)     |       |      | River Plate             |
| 10 | C    | Tomás Martínez      | 7 marzo 1995 (20 anni)      |       |      | River Plate             |
| 11 | A    | Ángel Correa        | 9 marzo 1995 (20 anni)      |       |      | Atlético Madrid         |
| 12 | P    | José Devecchi       | 1º settembre 1995 (19 anni) |       |      | San Lorenzo             |
| 13 | P    | Agustín Rossi       | 21 agosto 1995 (19 anni)    |       |      | Estudiantes de La Plata |
| 14 | A    | Cristian Pavón      | 21 gennaio 1996 (19 anni)   |       |      | Boca Juniors            |
| 15 | A    | Maxi Rolón          | 19 gennaio 1995 (20 anni)   |       |      | Barcellona              |
| 16 | C    | Daniel Ibáñez       | 29 marzo 1995 (20 anni)     |       |      | San Lorenzo             |
| 17 | C    | Alejandro Romero    | 11 gennaio 1995 (20 anni)   |       |      | Huracán                 |
| 18 | A    | Sebastián Driussi   | 9 febbraio 1996 (19 anni)   |       |      | River Plate             |
| 19 | A    | Emiliano Buendía    | 25 dicembre 1996 (18 anni)  |       |      | Getafe                  |
| 20 | D    | Facundo Monteseirín | 12 marzo 1995 (20 anni)     |       |      | Lanús                   |
| 21 | D    | Rodrigo Moreira     | 15 luglio 1996 (18 anni)    |       |      | Independiente           |

### Panamaunder 20
Commissario tecnico:  Leonardo Pipino
| N. | Pos. | Giocatore              | Data nascita (età)          | Pres. | Reti | Squadra                |
| -- | ---- | ---------------------- | --------------------------- | ----- | ---- | ---------------------- |
| 1  | P    | Jaime de Gracia        | 11 maggio 1996 (19 anni)    |       |      | Tauro                  |
| 2  | D    | Chin Hormechea         | 12 maggio 1996 (19 anni)    |       |      | Árabe Unido            |
| 3  | D    | Shaquille Coronado     | 20 gennaio 1995 (20 anni)   |       |      | Árabe Unido            |
| 4  | D    | Jomar Díaz             | 29 ottobre 1996 (18 anni)   |       |      | Tauro                  |
| 5  | C    | Francisco Narbón       | 11 febbraio 1995 (20 anni)  |       |      | James Madison Dukes    |
| 6  | D    | Fidel Escobar          | 9 gennaio 1995 (20 anni)    |       |      | Sporting San Miguelito |
| 7  | C    | Julian Velarde         | 18 settembre 1996 (18 anni) |       |      | Chorrillo              |
| 8  | C    | Luis Pereira           | 27 marzo 1996 (19 anni)     |       |      | Árabe Unido            |
| 9  | A    | Ismael Díaz            | 12 maggio 1997 (18 anni)    |       |      | Tauro                  |
| 10 | C    | Jhamal Rodríguez       | 28 gennaio 1995 (20 anni)   |       |      | Chorrillo              |
| 11 | A    | Ervin Zorrilla         | 14 maggio 1996 (19 anni)    |       |      | San Francisco          |
| 12 | P    | Martín Meléndez        | 23 marzo 1995 (20 anni)     |       |      | San Francisco          |
| 13 | D    | Christopher Bared      | 13 marzo 1996 (19 anni)     |       |      | Villanova Wildcats     |
| 14 | D    | Jesús Araya            | 3 gennaio 1996 (19 anni)    |       |      | Tauro                  |
| 15 | C    | Adalberto Carrasquilla | 28 novembre 1998 (16 anni)  |       |      | Tauro                  |
| 16 | C    | Édson Samms            | 27 marzo 1995 (20 anni)     |       |      | Sporting San Miguelito |
| 17 | C    | Justin Simons          | 19 settembre 1997 (17 anni) |       |      | Sporting San Miguelito |
| 18 | A    | Carlos Small           | 13 marzo 1995 (20 anni)     |       |      | Sporting San Miguelito |
| 19 | A    | Jesús González         | 25 luglio 1996 (18 anni)    |       |      | Sporting San Miguelito |
| 20 | A    | Rúben Barrow           | 28 aprile 1995 (20 anni)    |       |      | Tauro                  |
| 21 | P    | Pedro Campos           | 28 ottobre 1995 (19 anni)   |       |      | Sporting San Miguelito |

### Ghanaunder 20
Commissario tecnico:  Sellas Tetteh
| N. | Pos. | Giocatore         | Data nascita (età)          | Pres. | Reti | Squadra                       |
| -- | ---- | ----------------- | --------------------------- | ----- | ---- | ----------------------------- |
| 1  | P    | Lawrence Ati-Zigi | 29 novembre 1996 (18 anni)  |       |      | Red Bull Salisburgo           |
| 2  | D    | Emmanuel Ntim     | 12 marzo 1996 (19 anni)     |       |      | Valenciennes                  |
| 3  | D    | Patrick Kpozo     | 15 luglio 1997 (17 anni)    |       |      | International Allies          |
| 4  | D    | Joseph Bempah     | 5 settembre 1995 (19 anni)  |       |      | Hearts of Oak                 |
| 5  | D    | Kingsley Fobi     | 20 settembre 1998 (16 anni) |       |      | Right to Dream Academy        |
| 6  | C    | Godfred Donsah    | 7 giugno 1996 (18 anni)     |       |      | Cagliari                      |
| 7  | A    | Samuel Tetteh     | 28 luglio 1996 (18 anni)    |       |      | West African Football Academy |
| 8  | C    | Kofi Yeboah       | 14 maggio 1995 (20 anni)    |       |      | Wa All Stars                  |
| 9  | A    | Emmanuel Boateng  | 23 maggio 1996 (19 anni)    |       |      | Rio Ave                       |
| 10 | A    | Clifford Aboagye  | 11 febbraio 1995 (20 anni)  |       |      | International Allies          |
| 11 | C    | Abraham Attobrah  | 15 marzo 1995 (20 anni)     |       |      | New Edubiase United           |
| 12 | P    | Kwame Baah        | 21 aprile 1998 (17 anni)    |       |      | Hearts of Lions               |
| 13 | C    | David Atanga      | 25 dicembre 1996 (18 anni)  |       |      | Red Bull Salisburgo           |
| 14 | D    | Joseph Aidoo      | 29 settembre 1995 (19 anni) |       |      | International Allies          |
| 15 | D    | Joseph Adjei      | 20 agosto 1995 (19 anni)    |       |      | Wa All Stars                  |
| 16 | P    | Mutawakilu Seidu  | 8 agosto 1995 (19 anni)     |       |      | Hearts of Oak                 |
| 17 | A    | Yaw Yeboah        | 28 marzo 1997 (18 anni)     |       |      | Manchester City               |
| 18 | C    | Barnes Osei       | 8 gennaio 1995 (20 anni)    |       |      | Paços de Ferreira             |
| 19 | A    | Benjamin Tetteh   | 10 luglio 1997 (17 anni)    |       |      | Tudu Mighty Jets              |
| 20 | A    | Prosper Kasim     | 5 dicembre 1996 (18 anni)   |       |      | International Allies          |
| 21 | D    | Patrick Asmah     | 25 gennaio 1996 (19 anni)   |       |      | BA Stars                      |

### Austriaunder 20
Commissario tecnico:  Andreas Heraf
| N. | Pos. | Giocatore           | Data nascita (età)         | Pres. | Reti | Squadra               |
| -- | ---- | ------------------- | -------------------------- | ----- | ---- | --------------------- |
| 1  | P    | Tino Casali         | 14 novembre 1995 (19 anni) |       |      | Austria Vienna        |
| 2  | C    | Marcus Maier        | 18 dicembre 1995 (19 anni) |       |      | Admira Wacker Mödling |
| 3  | D    | Daniel Rosenbichler | 10 luglio 1995 (19 anni)   |       |      | Admira Wacker Mödling |
| 4  | D    | Lukas Gugganig      | 14 febbraio 1995 (20 anni) |       |      | Red Bull Salisburgo   |
| 5  | D    | Philipp Lienhart    | 11 luglio 1996 (18 anni)   |       |      | Real Madrid           |
| 6  | D    | Francesco Lovrić    | 5 ottobre 1995 (19 anni)   |       |      | Stoccarda             |
| 7  | A    | Jakob Kreuzer       | 15 gennaio 1995 (20 anni)  |       |      | Ried                  |
| 8  | C    | Peter Michorl       | 9 maggio 1995 (20 anni)    |       |      | LASK Linz             |
| 9  | A    | Valentin Grubeck    | 9 agosto 1995 (19 anni)    |       |      | Horn                  |
| 10 | C    | Markus Blutsch      | 1º giugno 1995 (19 anni)   |       |      | Admira Wacker Mödling |
| 11 | C    | Andreas Gruber      | 29 giugno 1996 (18 anni)   |       |      | Sturm Graz            |
| 12 | P    | Johannes Kreidl     | 7 marzo 1996 (19 anni)     |       |      | Amburgo               |
| 13 | D    | Michael Brandner    | 13 febbraio 1995 (20 anni) |       |      | Liefering             |
| 14 | A    | Bernd Gschweidl     | 9 agosto 1995 (19 anni)    |       |      | Grödig                |
| 15 | D    | Patrick Puchegger   | 4 maggio 1995 (20 anni)    |       |      | Bayern Monaco         |
| 16 | D    | Alexander Joppich   | 19 gennaio 1995 (20 anni)  |       |      | Liefering             |
| 17 | C    | Konrad Laimer       | 27 maggio 1997 (18 anni)   |       |      | Red Bull Salisburgo   |
| 18 | C    | Martin Rasner       | 18 maggio 1995 (20 anni)   |       |      | Liefering             |
| 19 | A    | Thomas Gösweiner    | 3 marzo 1995 (20 anni)     |       |      | Admira Wacker Mödling |
| 20 | C    | Florian Grillitsch  | 7 agosto 1995 (19 anni)    |       |      | Werder Brema          |
| 21 | P    | Stefan Mitmasser    | 13 maggio 1995 (20 anni)   |       |      | Horn                  |

## Gruppo C

### Qatarunder 20
Commissario tecnico:  Félix Sánchez
| N. | Pos. | Giocatore            | Data nascita (età)         | Pres. | Reti | Squadra    |
| -- | ---- | -------------------- | -------------------------- | ----- | ---- | ---------- |
| 1  | P    | Yousef Hassan        | 24 maggio 1996 (19 anni)   |       |      | Eupen      |
| 2  | D    | Tameem Al-Muhaza     | 21 luglio 1996 (18 anni)   |       |      | Al-Gharafa |
| 3  | D    | Fahad Al-Abdulrahman | 6 aprile 1995 (20 anni)    |       |      | Eupen      |
| 4  | C    | Abdullah Abdulsalam  | 10 maggio 1997 (18 anni)   |       |      | Lekhwiya   |
| 5  | D    | Serigne Abdou        | 28 febbraio 1995 (20 anni) |       |      | Al-Khor    |
| 6  | D    | Salem Al-Hajri       | 10 aprile 1996 (19 anni)   |       |      | Al-Sadd    |
| 7  | A    | Jassim Al-Jalabi     | 21 febbraio 1996 (19 anni) |       |      | LASK Linz  |
| 8  | C    | Ahmed Moein          | 20 ottobre 1995 (19 anni)  |       |      | Eupen      |
| 9  | A    | Said Brahmi          | 25 giugno 1995 (19 anni)   |       |      | Al-Khor    |
| 10 | C    | Akram Afif           | 11 febbraio 1995 (20 anni) |       |      | Eupen      |
| 11 | D    | Sultan Al-Kuwari     | 3 agosto 1995 (19 anni)    |       |      | Villarreal |
| 12 | D    | Jasem Mohamed        | 18 aprile 1995 (20 anni)   |       |      | LASK Linz  |
| 13 | P    | Mohammed Al-Bakri    | 28 marzo 1997 (18 anni)    |       |      | Lekhwiya   |
| 14 | C    | Ahmed Al-Saadi       | 29 ottobre 1995 (19 anni)  |       |      | Eupen      |
| 15 | D    | Sultan Al-Brake      | 7 aprile 1996 (19 anni)    |       |      | Al-Wakrah  |
| 16 | C    | Abdulrahman Anad     | 6 settembre 1996 (18 anni) |       |      | Al-Rayyan  |
| 17 | P    | Bassam Al-Rawi       | 16 dicembre 1997 (17 anni) |       |      | Al-Rayyan  |
| 18 | C    | Assim Madibo         | 22 ottobre 1996 (18 anni)  |       |      | LASK Linz  |
| 19 | A    | Almoez Ali           | 19 agosto 1996 (18 anni)   |       |      | Eupen      |
| 20 | C    | Tarek Salman         | 5 dicembre 1997 (17 anni)  |       |      | Lekhwiya   |
| 21 | P    | Yazan Naim           | 5 giugno 1997 (17 anni)    |       |      | Al-Ahly    |

### Colombiaunder 20
Commissario tecnico:  Carlos Restrepo
| N. | Pos. | Giocatore               | Data nascita (età)          | Pres. | Reti | Squadra                |
| -- | ---- | ----------------------- | --------------------------- | ----- | ---- | ---------------------- |
| 1  | P    | Álvaro David Montero    | 29 marzo 1995 (20 anni)     |       |      | São Caetano            |
| 2  | D    | Aldayr Hernández        | 4 agosto 1995 (19 anni)     |       |      | Bogotá                 |
| 3  | D    | Jeison Angulo           | 27 giugno 1996 (18 anni)    |       |      | Deportivo Cali         |
| 4  | D    | Daniel Londoño          | 1º gennaio 1995 (20 anni)   |       |      | Envigado               |
| 5  | D    | Juan Sebastián Quintero | 23 marzo 1995 (20 anni)     |       |      | Deportivo Cali         |
| 6  | C    | Andrés Tello            | 6 settembre 1996 (18 anni)  |       |      | Juventus               |
| 7  | C    | Deinner Quiñónez        | 16 agosto 1995 (19 anni)    |       |      | Deportes Quindío       |
| 8  | C    | Alexis Zapata           | 10 maggio 1995 (20 anni)    |       |      | Udinese                |
| 9  | C    | Joao Rodríguez          | 19 maggio 1996 (19 anni)    |       |      | Vitória Setúbal        |
| 10 | C    | Sergio Villareal        | 29 gennaio 1995 (20 anni)   |       |      | Millonarios            |
| 11 | A    | Jeison Lucumí           | 8 aprile 1995 (20 anni)     |       |      | América de Cali        |
| 12 | P    | Luis Vásquez            | 1º marzo 1996 (19 anni)     |       |      | Independiente Medellín |
| 13 | D    | Davinson Sánchez        | 12 giugno 1996 (18 anni)    |       |      | Atlético Nacional      |
| 14 | C    | Rodin Quiñónes          | 30 maggio 1995 (20 anni)    |       |      | Atlético Nacional      |
| 15 | C    | Sebastián Ayala         | 14 settembre 1995 (19 anni) |       |      | La Equidad             |
| 16 | C    | Jarlan Barrera          | 16 settembre 1995 (19 anni) |       |      | Junior                 |
| 17 | A    | Juan Otero              | 26 maggio 1995 (20 anni)    |       |      | Fortaleza              |
| 18 | A    | Carlos Ibargüen         | 7 ottobre 1995 (19 anni)    |       |      | Cortuluá               |
| 19 | C    | Víctor Gutiérrez        | 20 aprile 1996 (19 anni)    |       |      | Atlético Paranaense    |
| 20 | A    | Rafael Santos Borré     | 15 settembre 1995 (19 anni) |       |      | Deportivo Cali         |
| 21 | P    | Yasser Chávez           | 5 marzo 1995 (20 anni)      |       |      | Bogotá                 |

### Portogallounder 20
Commissario tecnico:  Hélio Sousa
| N. | Pos. | Giocatore        | Data nascita (età)          | Pres. | Reti | Squadra           |
| -- | ---- | ---------------- | --------------------------- | ----- | ---- | ----------------- |
| 1  | P    | Tiago Sá         | 11 gennaio 1995 (20 anni)   |       |      | Sporting Braga    |
| 2  | D    | Pedro Rebocho    | 23 gennaio 1995 (20 anni)   |       |      | Benfica           |
| 3  | D    | João Nunes       | 19 novembre 1995 (19 anni)  |       |      | Benfica           |
| 4  | D    | Nélson Monte     | 30 luglio 1995 (19 anni)    |       |      | Rio Ave           |
| 5  | D    | Rafa Soares      | 9 maggio 1995 (20 anni)     |       |      | Porto             |
| 6  | C    | Tomás Podstawski | 30 gennaio 1995 (20 anni)   |       |      | Porto             |
| 7  | C    | Raphael Guzzo    | 6 gennaio 1995 (20 anni)    |       |      | Chaves            |
| 8  | C    | Francisco Ramos  | 10 aprile 1995 (20 anni)    |       |      | Porto             |
| 9  | A    | André Silva      | 6 novembre 1995 (19 anni)   |       |      | Porto             |
| 10 | C    | Rony Lopes       | 28 dicembre 1995 (19 anni)  |       |      | Lilla             |
| 11 | A    | Nuno Santos      | 13 febbraio 1995 (20 anni)  |       |      | Benfica           |
| 12 | P    | André Moreira    | 2 dicembre 1995 (19 anni)   |       |      | Moreirense        |
| 13 | D    | Mauro Riquicho   | 4 luglio 1995 (19 anni)     |       |      | Sporting CP       |
| 14 | D    | Domingos Duarte  | 10 marzo 1995 (20 anni)     |       |      | Sporting CP       |
| 15 | C    | Estrela          | 22 settembre 1995 (19 anni) |       |      | Orlando City      |
| 16 | C    | Janio Bikel      | 28 giugno 1995 (19 anni)    |       |      | Heerenveen        |
| 17 | A    | Ivo Rodrigues    | 30 marzo 1995 (20 anni)     |       |      | Vitória Guimarães |
| 18 | A    | Gelson Martins   | 11 maggio 1995 (20 anni)    |       |      | Sporting CP       |
| 19 | A    | João Vigário     | 15 agosto 1995 (19 anni)    |       |      | Vitória Guimarães |
| 20 | A    | Gonçalo Guedes   | 29 novembre 1996 (18 anni)  |       |      | Benfica           |
| 21 | P    | Guilherme        | 12 aprile 1995 (20 anni)    |       |      | Sporting CP       |

### Senegalunder 20
Commissario tecnico:  Joseph Koto
| N. | Pos. | Giocatore         | Data nascita (età)          | Pres. | Reti | Squadra           |
| -- | ---- | ----------------- | --------------------------- | ----- | ---- | ----------------- |
| 1  | P    | Khadime N'Diaye   | 27 maggio 1996 (19 anni)    |       |      | Sporting CP       |
| 2  | C    | Abdoulaye N'Dione | 14 dicembre 1997 (17 anni)  |       |      | Excellence Foot   |
| 3  | D    | Andelinou Corréa  | 31 dicembre 1996 (18 anni)  |       |      | Dakar Sacré-Cœur  |
| 4  | D    | Sané              | 26 gennaio 1996 (19 anni)   |       |      | Digione           |
| 5  | A    | Diene Papa Faye   | 30 novembre 1996 (18 anni)  |       |      | Mbour Petite Côte |
| 6  | D    | Elimane Cissé     | 12 marzo 1995 (20 anni)     |       |      | Diambars          |
| 7  | A    | Ibrahima Wadji    | 5 maggio 1995 (20 anni)     |       |      | Mbour Petite Côte |
| 8  | C    | Sidy Sarr         | 5 giugno 1996 (18 anni)     |       |      | Mbour Petite Côte |
| 9  | D    | Pape Abou Cissé   | 14 settembre 1995 (19 anni) |       |      | Ajaccio           |
| 10 | C    | Serigne Niang     | 1º maggio 1995 (20 anni)    |       |      | Sfaxien           |
| 11 | A    | Malick Niang      | 9 dicembre 1995 (19 anni)   |       |      | Gorée             |
| 12 | C    | Loum N'Diaye      | 30 dicembre 1996 (18 anni)  |       |      | Ouakam            |
| 13 | D    | Alhassane Sylla   | 24 agosto 1995 (19 anni)    |       |      | Diambars          |
| 14 | A    | Moussa Koné       | 30 dicembre 1996 (18 anni)  |       |      | Dakar Sacré-Cœur  |
| 15 | D    | Moussa Wagué      | 4 ottobre 1998 (16 anni)    |       |      | Excellence Foot   |
| 16 | P    | Seydou Sy         | 12 dicembre 1995 (19 anni)  |       |      | Monaco            |
| 17 | C    | Roger Gomis       | 20 marzo 1995 (20 anni)     |       |      | Louhans-Cuiseaux  |
| 18 | C    | Alassane Sow      | 3 gennaio 1997 (18 anni)    |       |      | Real Zaragoza     |
| 19 | A    | Mamadou Thiam     | 20 marzo 1995 (20 anni)     |       |      | Digione           |
| 20 | P    | Remi Nassalan     | 15 febbraio 1996 (19 anni)  |       |      | N'Dangane         |
| 21 | P    | Ibrahima Sy       | 13 agosto 1995 (19 anni)    |       |      | Lorient           |

## Gruppo D

### Messicounder 20
Commissario tecnico:  Sergio Almaguer
| N. | Pos. | Giocatore              | Data nascita (età)          | Pres. | Reti | Squadra          |
| -- | ---- | ---------------------- | --------------------------- | ----- | ---- | ---------------- |
| 1  | P    | Jesse González         | 25 maggio 1995 (20 anni)    |       |      | Dallas           |
| 2  | D    | Kevin Gutiérrez        | 1º marzo 1995 (20 anni)     |       |      | Querétaro        |
| 3  | D    | Óscar Bernal           | 28 settembre 1995 (19 anni) |       |      | Santos Laguna    |
| 4  | D    | Rodrigo González       | 12 aprile 1995 (20 anni)    |       |      | Club América     |
| 5  | C    | Sergio Flores          | 12 febbraio 1995 (20 anni)  |       |      | Chivas           |
| 6  | C    | Víctor Guzmán          | 3 febbraio 1995 (20 anni)   |       |      | Chivas           |
| 7  | C    | Erick Gutiérrez        | 17 giugno 1995 (19 anni)    |       |      | Pachuca          |
| 8  | C    | Hirving Lozano         | 30 luglio 1995 (19 anni)    |       |      | Pachuca          |
| 9  | A    | Guillermo Martínez     | 15 marzo 1995 (20 anni)     |       |      | Pachuca          |
| 10 | A    | Alejandro Díaz Liceága | 27 gennaio 1996 (19 anni)   |       |      | Club América     |
| 11 | C    | José David Ramírez     | 14 dicembre 1995 (19 anni)  |       |      | Chivas           |
| 12 | P    | Édson Reséndez         | 12 gennaio 1996 (19 anni)   |       |      | Monterrey        |
| 13 | D    | Carlos Arreola         | 4 marzo 1995 (20 anni)      |       |      | Atlas            |
| 14 | D    | Érick Aguirre          | 23 febbraio 1997 (18 anni)  |       |      | Monarcas Morelia |
| 15 | C    | Orbelín Pineda         | 24 marzo 1996 (19 anni)     |       |      | Querétaro        |
| 16 | D    | Osvaldo Rodríguez      | 10 settembre 1996 (18 anni) |       |      | Pachuca          |
| 17 | C    | Luis Alberto Márquez   | 12 febbraio 1995 (20 anni)  |       |      | Chivas           |
| 18 | A    | Diego Gama             | 14 aprile 1996 (19 anni)    |       |      | Atlético Madrid  |
| 19 | A    | Diego Pineda           | 7 aprile 1995 (20 anni)     |       |      | Club América     |
| 20 | C    | Mauro Lainez           | 9 maggio 1996 (19 anni)     |       |      | Pachuca          |
| 21 | P    | Raúl Gudiño            | 22 aprile 1996 (19 anni)    |       |      | Porto            |

### Maliunder 20
Commissario tecnico:  Fanyeri Diarra
| N. | Pos. | Giocatore            | Data nascita (età)          | Pres. | Reti | Squadra                   |
| -- | ---- | -------------------- | --------------------------- | ----- | ---- | ------------------------- |
| 1  | P    | Mahamane Baye        | 8 ottobre 1996 (18 anni)    |       |      | Avenir                    |
| 2  | A    | Mohamed Diallo       | 11 marzo 1996 (19 anni)     |       |      | Mouloudia Oujda           |
| 3  | C    | Souleymane Diarra    | 30 gennaio 1995 (20 anni)   |       |      | Wydad Casablanca          |
| 4  | D    | Youssouf Koné        | 5 luglio 1995 (19 anni)     |       |      | Lilla                     |
| 5  | D    | Ichaka Diarra        | 18 gennaio 1995 (20 anni)   |       |      | Djoliba                   |
| 6  | D    | Hamidou Maïga        | 2 gennaio 1997 (18 anni)    |       |      | Djoliba                   |
| 7  | A    | Lassine Konaté       | 21 febbraio 1997 (18 anni)  |       |      | Stade Lavallois           |
| 8  | C    | Diadie Samassékou    | 11 gennaio 1996 (19 anni)   |       |      | Real Bamako               |
| 9  | C    | Saliou Guindo        | 12 settembre 1996 (18 anni) |       |      | Mimosas                   |
| 10 | A    | Hamidou Traoré       | 7 ottobre 1996 (18 anni)    |       |      | Elazığspor                |
| 11 | A    | Malick Touré         | 22 settembre 1995 (19 anni) |       |      | Club Africain             |
| 12 | D    | Souleymane Coulibaly | 8 agosto 1996 (18 anni)     |       |      | Real Bamako               |
| 13 | D    | Aboubacar Doumbia    | 19 aprile 1995 (20 anni)    |       |      | Real Bamako               |
| 14 | A    | Alassane Diallo      | 19 febbraio 1995 (20 anni)  |       |      | Westerlo                  |
| 15 | A    | Souleymane Sissoko   | 10 aprile 1996 (19 anni)    |       |      | Onze Créateurs de Niaréla |
| 16 | P    | Djigui Diarra        | 27 febbraio 1995 (20 anni)  |       |      | Stade Malien              |
| 17 | C    | Falaye Sacko         | 1º maggio 1995 (20 anni)    |       |      | Djoliba                   |
| 18 | C    | Dieudonné Gbakle     | 20 dicembre 1995 (19 anni)  |       |      | Lilla                     |
| 19 | A    | Adama Traoré         | 28 giugno 1995 (19 anni)    |       |      | Lilla                     |
| 20 | C    | Fousseni Diabaté     | 18 ottobre 1995 (19 anni)   |       |      | Stade de Reims            |
| 21 | P    | Sory Traoré          | 24 gennaio 1996 (19 anni)   |       |      | Bamako                    |

### Uruguayunder 20
Commissario tecnico:  Fabián Coito
| N. | Pos. | Giocatore          | Data nascita (età)          | Pres. | Reti | Squadra           |
| -- | ---- | ------------------ | --------------------------- | ----- | ---- | ----------------- |
| 1  | P    | Thiago Cardozo     | 31 luglio 1996 (18 anni)    |       |      | Peñarol           |
| 2  | D    | Agustín Ale        | 19 febbraio 1995 (20 anni)  |       |      | River Plate       |
| 3  | D    | Cristian González  | 23 luglio 1996 (18 anni)    |       |      | Danubio           |
| 4  | D    | Mauricio Lemos     | 28 dicembre 1995 (19 anni)  |       |      | Defensor Sporting |
| 5  | C    | Nahitan Nández     | 28 dicembre 1995 (19 anni)  |       |      | Peñarol           |
| 6  | C    | Diego Poyet        | 8 aprile 1995 (20 anni)     |       |      | West Ham          |
| 7  | C    | Facundo Castro     | 22 gennaio 1995 (20 anni)   |       |      | Defensor Sporting |
| 8  | C    | Mauro Arambarri    | 30 settembre 1995 (19 anni) |       |      | Defensor Sporting |
| 9  | A    | Jaime Báez         | 25 aprile 1995 (20 anni)    |       |      | Defensor Sporting |
| 10 | A    | Gastón Pereiro     | 11 giugno 1995 (19 anni)    |       |      | Nacional          |
| 11 | A    | Franco Acosta      | 5 marzo 1995 (20 anni)      |       |      | Villarreal        |
| 12 | P    | Gastón Guruceaga   | 15 marzo 1995 (20 anni)     |       |      | Peñarol           |
| 13 | D    | Marcelo Saracchi   | 23 aprile 1998 (17 anni)    |       |      | Danubio           |
| 14 | D    | Enrique Etcheverry | 10 maggio 1996 (19 anni)    |       |      | Defensor Sporting |
| 15 | A    | Kevin Méndez       | 10 gennaio 1996 (19 anni)   |       |      | Perugia           |
| 16 | C    | Ramiro Guerra      | 21 marzo 1995 (20 anni)     |       |      | Villarreal        |
| 17 | D    | Mathías Suárez     | 24 giugno 1996 (18 anni)    |       |      | Defensor Sporting |
| 18 | D    | Guillermo Cotugno  | 12 marzo 1995 (20 anni)     |       |      | Rubin Kazan'      |
| 19 | D    | Erick Cabaco       | 19 aprile 1995 (20 anni)    |       |      | Rentistas         |
| 20 | C    | Rodrigo Amaral     | 25 marzo 1997 (18 anni)     |       |      | Nacional          |
| 21 | P    | Michel Tabárez     | 29 luglio 1995 (19 anni)    |       |      | Fénix             |

### Serbiaunder 20
Commissario tecnico:  Veljko Paunović
| N. | Pos. | Giocatore               | Data nascita (età)          | Pres. | Reti | Squadra           |
| -- | ---- | ----------------------- | --------------------------- | ----- | ---- | ----------------- |
| 1  | P    | Predrag Rajković        | 31 ottobre 1995 (19 anni)   |       |      | Stella Rossa      |
| 2  | D    | Milan Gajić             | 28 gennaio 1996 (19 anni)   |       |      | OFK Belgrado      |
| 3  | D    | Nemanja Antonov         | 6 maggio 1995 (20 anni)     |       |      | OFK Belgrado      |
| 4  | C    | Saša Zdjelar            | 20 marzo 1995 (20 anni)     |       |      | OFK Belgrado      |
| 5  | D    | Miloš Veljković         | 26 settembre 1995 (19 anni) |       |      | Tottenham         |
| 6  | D    | Srđan Babić             | 22 aprile 1996 (19 anni)    |       |      | Vojvodina         |
| 7  | A    | Ivan Šaponjić           | 2 agosto 1997 (17 anni)     |       |      | Partizan          |
| 8  | C    | Nemanja Maksimović      | 26 gennaio 1995 (20 anni)   |       |      | Astana            |
| 9  | A    | Staniša Mandić          | 27 gennaio 1995 (20 anni)   |       |      | Čukarički Stankom |
| 10 | C    | Mijat Gaćinović         | 8 febbraio 1995 (20 anni)   |       |      | Vojvodina         |
| 11 | C    | Andrija Živković        | 11 luglio 1996 (18 anni)    |       |      | Partizan          |
| 12 | P    | Filip Manojlović        | 25 aprile 1996 (19 anni)    |       |      | Stella Rossa      |
| 13 | D    | Stefan Milošević        | 7 aprile 1995 (20 anni)     |       |      | Spartak Subotica  |
| 14 | D    | Vukašin Jovanović       | 17 maggio 1996 (19 anni)    |       |      | Stella Rossa      |
| 15 | D    | Miladin Stevanović      | 11 febbraio 1996 (19 anni)  |       |      | Partizan          |
| 16 | C    | Marko Grujić            | 13 aprile 1996 (19 anni)    |       |      | Stella Rossa      |
| 17 | D    | Radovan Pankov          | 5 agosto 1995 (19 anni)     |       |      | Vojvodina         |
| 18 | C    | Filip Janković          | 17 gennaio 1995 (20 anni)   |       |      | Catania           |
| 19 | A    | Stefan Ilić             | 7 aprile 1995 (20 anni)     |       |      | Spartak Subotica  |
| 20 | C    | Sergej Milinković-Savić | 27 febbraio 1995 (20 anni)  |       |      | Genk              |
| 21 | P    | Vanja Milinković-Savić  | 20 febbraio 1997 (18 anni)  |       |      | Vojvodina         |

## Gruppo E

### Nigeriaunder 20
Commissario tecnico:  Manu Garba
| N. | Pos. | Giocatore          | Data nascita (età)         | Pres. | Reti | Squadra                  |
| -- | ---- | ------------------ | -------------------------- | ----- | ---- | ------------------------ |
| 1  | P    | Joshua Enaholo     | 24 luglio 1996 (18 anni)   |       |      | MFM                      |
| 2  | D    | Musa Muhammed      | 31 ottobre 1996 (18 anni)  |       |      | Heart Academy            |
| 3  | D    | Abdullahi Mustapha | 18 gennaio 1996 (19 anni)  |       |      | Sportlights              |
| 4  | C    | Akinjide Idowu     | 9 settembre 1996 (18 anni) |       |      | Nigeria Young Academy    |
| 5  | D    | Wilfred Ndidi      | 16 dicembre 1996 (18 anni) |       |      | Genk                     |
| 6  | D    | Prince Omego       | 15 agosto 1996 (18 anni)   |       |      | Apapa Golden Stars       |
| 7  | C    | Bernard Bulbwa     | 11 ottobre 1996 (18 anni)  |       |      | Shuttle Sports Academy   |
| 8  | C    | Kingsley Sokari    | 30 maggio 1995 (20 anni)   |       |      | Enyimba                  |
| 9  | A    | Isaac Success      | 7 gennaio 1996 (19 anni)   |       |      | Granada                  |
| 10 | C    | Kelechi Iheanacho  | 3 ottobre 1996 (18 anni)   |       |      | Manchester City          |
| 11 | A    | Musa Yahaya        | 16 dicembre 1996 (18 anni) |       |      | Tottenham                |
| 12 | C    | Ifeanyi Ifeanyi    | 15 agosto 1995 (19 anni)   |       |      | Water                    |
| 13 | C    | Saviour Godwin     | 22 agosto 1996 (18 anni)   |       |      | Sports                   |
| 14 | C    | Chidiebere Nwakali | 26 dicembre 1996 (18 anni) |       |      | Manchester City          |
| 15 | C    | Ifeanyi Mathew     | 20 gennaio 1997 (18 anni)  |       |      | El-Kanemi Warriors       |
| 16 | P    | Dele Alampasu      | 24 dicembre 1996 (18 anni) |       |      | Football College Academy |
| 17 | A    | Chidera Ezeh       | 2 ottobre 1997 (17 anni)   |       |      | Porto                    |
| 18 | A    | Taiwo Awoniyi      | 12 agosto 1997 (17 anni)   |       |      | Imperial Academy         |
| 19 | D    | Zaharaddeen Bello  | 17 dicembre 1997 (17 anni) |       |      | Dabo Babes Academy       |
| 20 | A    | Moses Simon        | 12 luglio 1995 (19 anni)   |       |      | Gent                     |
| 21 | P    | Olorunleke Ojo     | 17 agosto 1995 (19 anni)   |       |      | Giwa                     |

### Brasileunder 20
Commissario tecnico:  Rogério Micale
| N. | Pos. | Giocatore        | Data nascita (età)         | Pres. | Reti | Squadra             |
| -- | ---- | ---------------- | -------------------------- | ----- | ---- | ------------------- |
| 1  | P    | Marcos           | 13 aprile 1996 (19 anni)   |       |      | Fluminense          |
| 2  | D    | João Pedro       | 15 novembre 1996 (18 anni) |       |      | Palmeiras           |
| 3  | D    | Lucão            | 23 marzo 1996 (19 anni)    |       |      | San Paolo           |
| 4  | D    | Marlon           | 7 settembre 1995 (19 anni) |       |      | Fluminense          |
| 5  | C    | Danilo           | 28 febbraio 1996 (19 anni) |       |      | Sporting Braga      |
| 6  | D    | Caju             | 17 luglio 1995 (19 anni)   |       |      | Santos              |
| 7  | A    | Marcos Guilherme | 5 agosto 1995 (19 anni)    |       |      | Atlético Paranaense |
| 8  | C    | Boschilia        | 5 marzo 1996 (19 anni)     |       |      | San Paolo           |
| 9  | A    | Judivan          | 21 maggio 1995 (20 anni)   |       |      | Cruzeiro            |
| 10 | C    | Gabriel Jesus    | 3 aprile 1997 (18 anni)    |       |      | Palmeiras           |
| 11 | A    | Malcom           | 26 febbraio 1997 (18 anni) |       |      | Corinthians         |
| 12 | P    | Georgemy         | 15 agosto 1995 (19 anni)   |       |      | Cruzeiro            |
| 13 | D    | Rodrigo          | 24 maggio 1995 (20 anni)   |       |      | Coritiba            |
| 14 | D    | Iago Maidana     | 6 febbraio 1996 (19 anni)  |       |      | Criciúma            |
| 15 | D    | Léo Pereira      | 31 gennaio 1996 (19 anni)  |       |      | Atlético Paranaense |
| 16 | D    | Jorge            | 28 marzo 1996 (19 anni)    |       |      | Flamengo            |
| 17 | C    | Alef             | 28 gennaio 1995 (20 anni)  |       |      | Olympique Marsiglia |
| 18 | C    | Andreas Pereira  | 1º gennaio 1996 (19 anni)  |       |      | Manchester United   |
| 19 | C    | Jajá             | 18 marzo 1995 (20 anni)    |       |      | Flamengo            |
| 20 | A    | Jean Carlos      | 10 maggio 1996 (19 anni)   |       |      | Real Madrid         |
| 21 | P    | Jean             | 26 ottobre 1995 (19 anni)  |       |      | Bahia               |

### Corea del Nordunder 20
Commissario tecnico:  An Ye-gun
| N. | Pos. | Giocatore      | Data nascita (età)          | Pres. | Reti | Squadra          |
| -- | ---- | -------------- | --------------------------- | ----- | ---- | ---------------- |
| 1  | P    | Ri In-hak      | 1º gennaio 1997 (18 anni)   |       |      | Amrokgang        |
| 2  | D    | Jang Kum-nam   | 5 novembre 1995 (19 anni)   |       |      | April 25         |
| 3  | D    | Min Hyo-song   | 19 gennaio 1995 (20 anni)   |       |      | April 25         |
| 4  | D    | Jon Kum-dong   | 25 aprile 1995 (20 anni)    |       |      | Rimyongsu        |
| 5  | A    | Choe Ju-song   | 27 gennaio 1996 (19 anni)   |       |      | Amrokgang        |
| 6  | D    | Ro Myong-song  | 2 gennaio 1995 (20 anni)    |       |      | Rimyongsu        |
| 7  | C    | Kang Nam-Gwon  | 6 marzo 1995 (20 anni)      |       |      | Chobyong         |
| 8  | C    | Ri Un-chol     | 13 luglio 1995 (19 anni)    |       |      | Sonbong          |
| 9  | A    | Kim Yu-song    | 24 gennaio 1995 (20 anni)   |       |      | April 25         |
| 10 | C    | Kim Chol-min   | 21 settembre 1995 (19 anni) |       |      | Pyongyang City   |
| 11 | C    | Pak Chol-song  | 2 luglio 1995 (19 anni)     |       |      | Hwaebul          |
| 12 | C    | Kim Kwang-jin  | 3 luglio 1995 (19 anni)     |       |      | Hwaebul          |
| 13 | C    | Jo Kwang-myong | 3 gennaio 1995 (20 anni)    |       |      | April 25         |
| 14 | A    | Kim Chol-jae   | 1º settembre 1996 (18 anni) |       |      | April 25         |
| 15 | D    | Kim Kuk-chol   | 13 gennaio 1995 (20 anni)   |       |      | Hwaebul          |
| 16 | C    | Kim Song-sun   | 31 dicembre 1995 (19 anni)  |       |      | Korea University |
| 17 | D    | Ri Kyong-jin   | 13 novembre 1995 (19 anni)  |       |      | Pyongyang City   |
| 18 | P    | Cha Jong-hun   | 19 aprile 1995 (20 anni)    |       |      | Pyongyang City   |
| 19 | A    | Jo Sol-song    | 27 ottobre 1995 (19 anni)   |       |      | Pyongyang City   |
| 20 | A    | So Jong-hyok   | 1º luglio 1995 (19 anni)    |       |      | April 25         |
| 21 | P    | Son Chol-ryong | 12 luglio 1995 (19 anni)    |       |      | April 25         |

### Ungheriaunder 20
Commissario tecnico:  Bernd Storck
| N. | Pos. | Giocatore       | Data nascita (età)          | Pres. | Reti | Squadra           |
| -- | ---- | --------------- | --------------------------- | ----- | ---- | ----------------- |
| 1  | P    | György Székely  | 2 giugno 1995 (19 anni)     |       |      | Újbuda            |
| 2  | D    | Attila Osváth   | 10 dicembre 1995 (19 anni)  |       |      | Szigetszentmiklós |
| 3  | D    | Krisztián Tamás | 18 aprile 1995 (20 anni)    |       |      | Slavia Praga      |
| 4  | D    | Ákos Kecskés    | 4 gennaio 1996 (19 anni)    |       |      | Atalanta          |
| 5  | D    | Bence Lenzsér   | 9 aprile 1996 (19 anni)     |       |      | Paks              |
| 6  | C    | Viktor Pongrácz | 18 settembre 1995 (19 anni) |       |      | Győri ETO         |
| 7  | A    | László Oláh     | 16 dicembre 1995 (19 anni)  |       |      | Vasas             |
| 8  | C    | Máté Vida       | 8 marzo 1996 (19 anni)      |       |      | Vasas             |
| 9  | A    | Bence Mervó     | 5 marzo 1995 (20 anni)      |       |      | Győri ETO         |
| 10 | C    | Márió Németh    | 1º maggio 1995 (20 anni)    |       |      | Haladás           |
| 11 | A    | Donát Zsótér    | 6 gennaio 1996 (19 anni)    |       |      | Puskás Academy    |
| 12 | P    | Dániel Horváth  | 25 gennaio 1996 (19 anni)   |       |      | Győri ETO         |
| 13 | C    | Zsolt Kalmár    | 9 giugno 1995 (19 anni)     |       |      | RB Lipsia         |
| 14 | A    | Dominik Nagy    | 8 maggio 1995 (20 anni)     |       |      | Ferencváros       |
| 15 | D    | Attila Talabér  | 29 maggio 1996 (19 anni)    |       |      | MTK Budapest      |
| 16 | P    | Patrik Demjén   | 22 marzo 1998 (17 anni)     |       |      | MTK Budapest      |
| 17 | C    | Ádám Nagy       | 17 giugno 1995 (19 anni)    |       |      | Ferencváros       |
| 18 | C    | Zsombor Berecz  | 13 dicembre 1995 (19 anni)  |       |      | Vasas             |
| 19 | A    | Patrik Popov    | 12 ottobre 1997 (17 anni)   |       |      | Ferencváros       |
| 20 | C    | Roland Sallai   | 22 maggio 1997 (18 anni)    |       |      | Puskás Academy    |
| 21 | D    | Dávid Forgács   | 29 settembre 1995 (19 anni) |       |      | Atalanta          |

## Gruppo F

### Germaniaunder 20
Commissario tecnico:  Frank Wormuth
| N. | Pos. | Giocatore           | Data nascita (età)         | Pres. | Reti | Squadra               |
| -- | ---- | ------------------- | -------------------------- | ----- | ---- | --------------------- |
| 1  | P    | Marvin Schwäbe      | 25 aprile 1995 (20 anni)   |       |      | Hoffenheim            |
| 2  | D    | Grischa Prömel      | 9 gennaio 1995 (20 anni)   |       |      | Hoffenheim            |
| 3  | D    | Maximilian Wittek   | 21 agosto 1995 (19 anni)   |       |      | Monaco 1860           |
| 4  | D    | Kevin Akpoguma      | 19 aprile 1995 (20 anni)   |       |      | Hoffenheim            |
| 5  | D    | Niklas Stark        | 14 aprile 1995 (20 anni)   |       |      | Norimberga            |
| 6  | C    | Julian Weigl        | 8 settembre 1995 (19 anni) |       |      | Monaco 1860           |
| 7  | A    | Levin Öztunalı      | 15 marzo 1996 (19 anni)    |       |      | Werder Brema          |
| 8  | C    | Matti Steinmann     | 1º agosto 1995 (19 anni)   |       |      | Amburgo               |
| 9  | A    | Pascal Köpke        | 3 settembre 1995 (19 anni) |       |      | Unterhaching          |
| 10 | C    | Marc Stendera       | 10 dicembre 1995 (19 anni) |       |      | Eintracht Francoforte |
| 11 | A    | Julian Brandt       | 2 maggio 1996 (19 anni)    |       |      | Bayer Leverkusen      |
| 12 | P    | Timon Wellenreuther | 3 dicembre 1995 (19 anni)  |       |      | Schalke 04            |
| 13 | D    | Thomas Hagn         | 28 febbraio 1995 (20 anni) |       |      | Unterhaching          |
| 14 | D    | Anthony Syhre       | 18 marzo 1995 (20 anni)    |       |      | Herta Berlino         |
| 15 | D    | Marc-Oliver Kempf   | 28 gennaio 1995 (20 anni)  |       |      | Friburgo              |
| 16 | C    | Robert Bauer        | 9 aprile 1995 (20 anni)    |       |      | Ingolstadt 04         |
| 17 | A    | Jeremy Dudziak      | 28 agosto 1995 (19 anni)   |       |      | Borussia Dortmund     |
| 18 | C    | Hany Mukhtar        | 21 marzo 1995 (20 anni)    |       |      | Benfica               |
| 19 | A    | Felix Lohkemper     | 26 gennaio 1995 (20 anni)  |       |      | Stoccarda             |
| 20 | A    | Marvin Stefaniak    | 2 marzo 1995 (20 anni)     |       |      | Dinamo Dresda         |
| 21 | P    | Daniel Mesenhöler   | 24 luglio 1995 (19 anni)   |       |      | Colonia               |

### Figiunder 20
Head coach:  Frank Farina
| N. | Pos. | Giocatore           | Data nascita (età)          | Pres. | Reti | Squadra         |
| -- | ---- | ------------------- | --------------------------- | ----- | ---- | --------------- |
| 1  | P    | Misiwani Nairube    | 22 febbraio 1996 (19 anni)  |       |      | Ba              |
| 2  | C    | Praneel Naidu       | 29 gennaio 1995 (20 anni)   |       |      | Ba              |
| 3  | C    | Garish Prasad       | 1º febbraio 1995 (20 anni)  |       |      | Rewa            |
| 4  | D    | Jale Dreloa         | 21 aprile 1995 (20 anni)    |       |      | Suva            |
| 5  | D    | Antonio Tuivuna     | 20 marzo 1995 (20 anni)     |       |      | Nadi            |
| 6  | D    | Mohammed Khan       | 8 novembre 1995 (19 anni)   |       |      | Nadi            |
| 7  | C    | Nickel Chand        | 28 luglio 1995 (19 anni)    |       |      | Suva            |
| 8  | C    | Setareki Hughes     | 8 giugno 1995 (19 anni)     |       |      | Rewa            |
| 9  | A    | Iosefo Verefou      | 5 gennaio 1996 (19 anni)    |       |      | Rewa            |
| 10 | C    | Narendra Rao        | 27 giugno 1995 (19 anni)    |       |      | Ba              |
| 11 | A    | Gabriele Matanisiga | 14 giugno 1995 (19 anni)    |       |      | Labasa          |
| 12 | C    | Tevita Waranaivalu  | 16 settembre 1995 (19 anni) |       |      | Rewa            |
| 13 | D    | Mataiasi Toma       | 14 giugno 1997 (17 anni)    |       |      | Nadi            |
| 14 | C    | Ravnit Chand        | 31 gennaio 1996 (19 anni)   |       |      | Ba              |
| 15 | A    | Saula Waqa          | 12 ottobre 1995 (19 anni)   |       |      | Ba              |
| 16 | C    | Jonetani Buksh      | 2 luglio 1996 (18 anni)     |       |      | Ba              |
| 17 | D    | Kolinio Sivoki      | 10 marzo 1995 (20 anni)     |       |      | Suva            |
| 18 | C    | Altaaf Mansoor      | 12 settembre 1995 (19 anni) |       |      | Suva            |
| 19 | A    | Ashnil Raju         | 27 luglio 1995 (19 anni)    |       |      | Labasa          |
| 20 | P    | Divikesh Deo        | 15 giugno 1995 (19 anni)    |       |      | Auckland United |
| 21 | P    | Shaneel Naidu       | 28 marzo 1995 (20 anni)     |       |      | Ba              |

### Uzbekistanunder 20
Commissario tecnico:  Ravshan Haydarov
| N. | Pos. | Giocatore            | Data nascita (età)          | Pres. | Reti | Squadra            |
| -- | ---- | -------------------- | --------------------------- | ----- | ---- | ------------------ |
| 1  | P    | Sarvar Karimov       | 25 dicembre 1996 (18 anni)  |       |      | Lokomotiv Tashkent |
| 2  | D    | Rustamjon Ashurmatov | 7 luglio 1996 (18 anni)     |       |      | Bunyodkor          |
| 3  | D    | Ibrokhim Abdullaev   | 5 dicembre 1996 (18 anni)   |       |      | Pakhtakor          |
| 4  | C    | Mirjamol Kosimov     | 24 settembre 1995 (19 anni) |       |      | Bunyodkor          |
| 5  | D    | Odiljon Hamrobekov   | 13 febbraio 1996 (19 anni)  |       |      | Nasaf Qarshi       |
| 6  | D    | Akramjon Komilov     | 14 marzo 1996 (19 anni)     |       |      | Bunyodkor          |
| 7  | C    | Timur Talipov        | 6 giugno 1995 (19 anni)     |       |      | Pakhtakor          |
| 8  | C    | Javokhir Sokhibov    | 1º marzo 1995 (20 anni)     |       |      | Pakhtakor          |
| 9  | A    | Eldor Shomurodov     | 29 giugno 1995 (19 anni)    |       |      | Bunyodkor          |
| 10 | C    | Otabek Shukurov      | 18 maggio 1995 (20 anni)    |       |      | Bunyodkor          |
| 11 | C    | Javokhir Sidikov     | 8 dicembre 1996 (18 anni)   |       |      | Pakhtakor          |
| 12 | P    | Dilshod Khamraev     | 11 luglio 1995 (19 anni)    |       |      | Qizilqum           |
| 13 | D    | Abbosjon Otakhonov   | 25 agosto 1995 (19 anni)    |       |      | Pakhtakor          |
| 14 | C    | Xurshid Giyosov      | 13 aprile 1995 (20 anni)    |       |      | Bunyodkor          |
| 15 | D    | Najmiddin Normurodov | 6 giugno 1995 (19 anni)     |       |      | Nasaf Qarshi       |
| 16 | C    | Sardorbek Azimov     | 1º giugno 1995 (19 anni)    |       |      | Bunyodkor          |
| 17 | A    | Dostonbek Khamdamov  | 24 luglio 1996 (18 anni)    |       |      | Bunyodkor          |
| 18 | A    | Ravshanbek Khursanov | 12 agosto 1996 (18 anni)    |       |      | Pakhtakor          |
| 19 | A    | Zabikhillo Urinboev  | 30 marzo 1995 (20 anni)     |       |      | Bunyodkor          |
| 20 | D    | Dostonbek Tursunov   | 13 giugno 1995 (19 anni)    |       |      | Neftchi            |
| 21 | P    | Botirali Ergashev    | 23 giugno 1995 (19 anni)    |       |      | Pakhtakor          |

### Hondurasunder 20
Commissario tecnico:  Jorge Jiménez
| N. | Pos. | Giocatore          | Data nascita (età)          | Pres. | Reti | Squadra             |
| -- | ---- | ------------------ | --------------------------- | ----- | ---- | ------------------- |
| 1  | P    | Cristian Hernández | 22 settembre 1996 (18 anni) |       |      | Motagua             |
| 2  | D    | Kevin Álvarez      | 3 agosto 1996 (18 anni)     |       |      | Olimpia             |
| 3  | D    | Jonathan Paz       | 18 giugno 1995 (19 anni)    |       |      | Real Sociedad       |
| 4  | D    | Luis Santos        | 5 marzo 1996 (19 anni)      |       |      | Olimpia             |
| 5  | D    | Dabirson Castillo  | 25 settembre 1996 (18 anni) |       |      | Platense            |
| 6  | D    | Carlos Moncada     | 9 aprile 1995 (20 anni)     |       |      | Real España         |
| 7  | A    | Michaell Chirinos  | 17 giugno 1995 (19 anni)    |       |      | Olimpia             |
| 8  | C    | Élder Torres       | 14 aprile 1995 (20 anni)    |       |      | Vida                |
| 9  | A    | Bryan Róchez       | 1º gennaio 1995 (20 anni)   |       |      | Orlando City        |
| 10 | C    | José Escalante     | 29 maggio 1995 (20 anni)    |       |      | Olimpia             |
| 11 | C    | Kevin López        | 3 febbraio 1996 (19 anni)   |       |      | Motagua             |
| 12 | P    | Roberto López      | 23 aprile 1995 (20 anni)    |       |      | Real España         |
| 13 | C    | Jhow Benavídez     | 26 dicembre 1995 (19 anni)  |       |      | Real España         |
| 14 | C    | John Suazo         | 7 ottobre 1995 (19 anni)    |       |      | Marathón            |
| 15 | A    | Orental Bodden     | 24 settembre 1995 (19 anni) |       |      | Marathón            |
| 16 | C    | Devron García      | 17 febbraio 1996 (19 anni)  |       |      | Victoria            |
| 17 | A    | Alberth Elis       | 12 febbraio 1996 (19 anni)  |       |      | Olimpia             |
| 18 | D    | Marcelo Pereira    | 27 maggio 1995 (20 anni)    |       |      | Motagua             |
| 19 | A    | Júnior Lacayo      | 19 agosto 1995 (19 anni)    |       |      | Santos Laguna       |
| 20 | C    | Deybi Flores       | 16 giugno 1996 (18 anni)    |       |      | Vancouver Whitecaps |
| 21 | P    | Rodimiro Tejada    | 18 aprile 1996 (19 anni)    |       |      | Parrillas One       |